# 아빠 셋 엄마 하나
《아빠 셋 엄마 하나》는 2008년 4월 2일부터 2008년 5월 22일까지 한국방송공사 수목 미니시리즈이다.

## 기획 의도
친한 친구에게 정자를 기증했다가 졸지에 아빠가 돼 버린 세 친구의 이야기

## 등장 인물

### 주요 인물
- 유진 : 송나영(29세) 역
- 조현재 : 한수현(32세) 역 - 성민의 친구1, 증권회사 자산관리사
- 신성록 : 나황경태(32세) 역 - 성민의 친구2, 형사, 강력계 경력 4년 경장
- 재희 : 최광희(32세) 역 - 성민의 친구3, 만화가
- 윤상현 : 정성민(32세) 역 - 나영의 남편, 건축설계사
- 주상욱 : 정찬영(30세) 역 - 건설회사 직원

### 주변 인물
- 김빈우 : 박서연(32세) 역 - 수현의 애인, 갤러리 큐레이터
- 고도영 : 장주미(28세) 역 - 나영의 친구, 이혼녀
- 장영남 : 노희숙(39세) 역 - 만화출판사 편집장, 노처녀
- 전소민 : 남종희(22세) 역 - 순경
- 이희도 : 송몽산(62세) 역 - 나영의 아버지
- 박칠용 : 한봉수(62세) 역 - 수현의 아버지
- 양희경 : 황순자(57세) 역 - 경태의 어머니
- 장정희 : 이진녀(55세) 역 - 광희의 어머니
- 김진태 : 박대석(65세) 역 - 서연의 아버지
- 박사랑, 이예선 : 하선 역 - 나영의 딸
- 김병만

## 참고 사항
- 해당 드라마에 앞서 《페르소나》를 편성할 예정이었지만 편성과 비용, 캐스팅 등 여러 가지 문제로 제작이 무산됐다.[1]